# 프랑수아 르메테르
프랑수아 르메테르(프랑스어: François Remetter; 1928년 8월 8일, 알자스 지방 스트라스부르 스트라스부르 ~ 2022년 9월 30일, 그랑테스트 지방 스트라스부르)는 프랑스의 전 축구 선수로, 현역 시절 골키퍼로 활약했다. 그는 1954년 월드컵에 참가한 프랑스 선수단의 가장 마지막 생존자였다.

## 국가대표팀 경력
레메테르는 프랑스 국가대표팀 일원으로 1954년과 1958년 월드컵 본선에 참가했다.